# Бурдоне (Ивлен)
Бурдоне (фр. Bourdonné) је насељено место у Француској у региону Париски регион, у департману Ивлен.
По подацима из 2011. године у општини је живело 502 становника, а густина насељености је износила 46,65 становника/km².

## Демографија
| 1962. | 1968. | 1975. | 1982. | 1990. | 2011. |
| ----- | ----- | ----- | ----- | ----- | ----- |
| 299   | 248   | 250   | 294   | 390   | 502   |